# Canale d'Inverno
Canale d'Inverno (in russo Зимняя канавка? , Zimnyaya kanavka) è un canale di San Pietroburgo, in Russia, che collega la Bolshaya Neva con il fiume Moika nelle vicinanze del Palazzo d'Inverno.
Il canale fu scavato nel 1718-1919. Misura soltanto 228 metri di lunghezza, il che lo rende uno dei canali più brevi della città. La larghezza è di circa 20 metri.

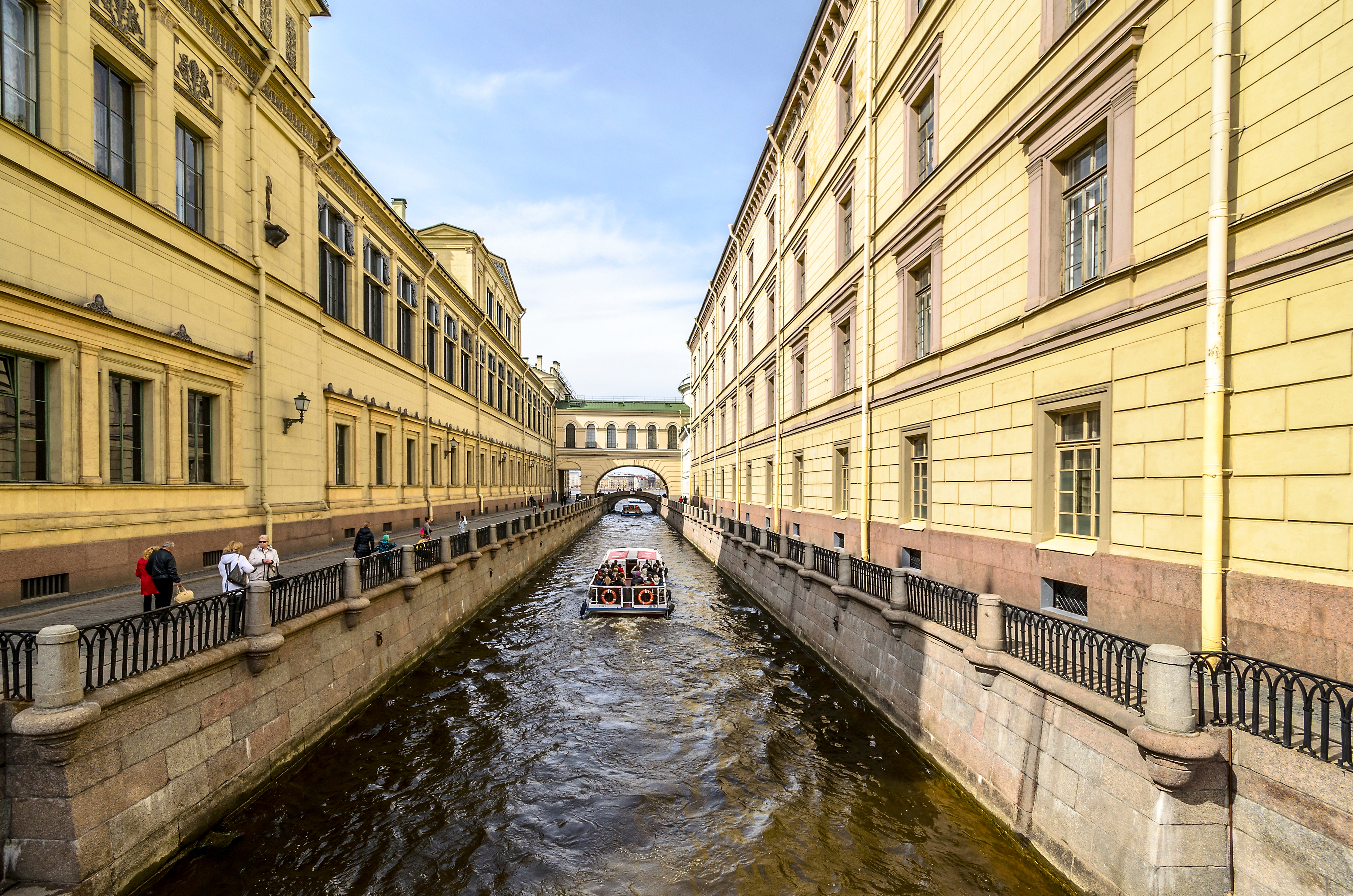
Vista del canale d'Inverno verso la Neva.

L'argine in granito fu costruito nel 1782-1784 e contemporaneamente furono aggiunte ringhiere progettate dallo scultore IFDunker. La particolare pittoricità del canale è aggiunta dall'arco che collega l'Antico Ermitage e il Teatro dell'Ermitage, costruito dall'architetto Georg Friedrich Veldten vicino al Ponte dell'Ermitage.

## Nomi
In origine il canale era chiamato Canale del Vecchio Palazzo (in russo Старый Дворцовый канал?). Dal 1780 fu chiamato Canale della Casa d'Inverno ( in russo Зимнедомский?) o Canale del Palazzo d'Inverno (in russo Зимнедворцовый?). I cittadini iniziarono a chiamarlo semplicemente in russo Зимний канал? (che significa Canale d'Inverno), e nel 1828 il canale fu ufficialmente ribattezzato con il suo nome attuale: Canale d'Inverno (pronunciato in russo come Zimnyaya Kanavka, che letteralmente significa solco d'inverno).

## Ponti
Ci sono tre ponti sul canale d'Inverno:
- Ponte Ermitage (lungo il Lungoneva del Palazzo)
- Primo ponte d'Inverno (lungo via Millionnaya)
- Secondo ponte d'Inverno (lungo l'argine del fiume Moika)